# ورم ورقي الشكل
ورم ورقي الشكل (اليونانية: phullon leaf) تعرف أيضًا باسم ساركومة كيسية ورقية الشكل، عبارة عن كتل كبيرة سريعة النمو تتكون من الثدي. يمثل هذا النوع من الاورام أقل من 1٪ من جميع أورام الثدي.

## مظهر هذا الورم
يصيب الورم عادةً النساء البالغات مع وجود أمثلة قليلة جدًا أبلغ عنها عند المراهقين. يظهر للمرضى عادة بكتلة صلبة وملموسة. تنمو هذه الأورام بسرعة كبيرة ويمكن أن يزداد حجمها في غضون أسابيع قليلة. وهو الأكثر شيوعًا بين سن 40 و50 قبل انقطاع الطمث. هذا أكبر بحوالي 15 عامًا من العمر المعتاد للمرضى الذين يعانون من الورم الغدي الليفي، وهي حالة يمكن الخلط بينها وبين أورام فيلوديس. وثق حدوثها في أي عمر يزيد عن 12 عامًا.

## التشخيص

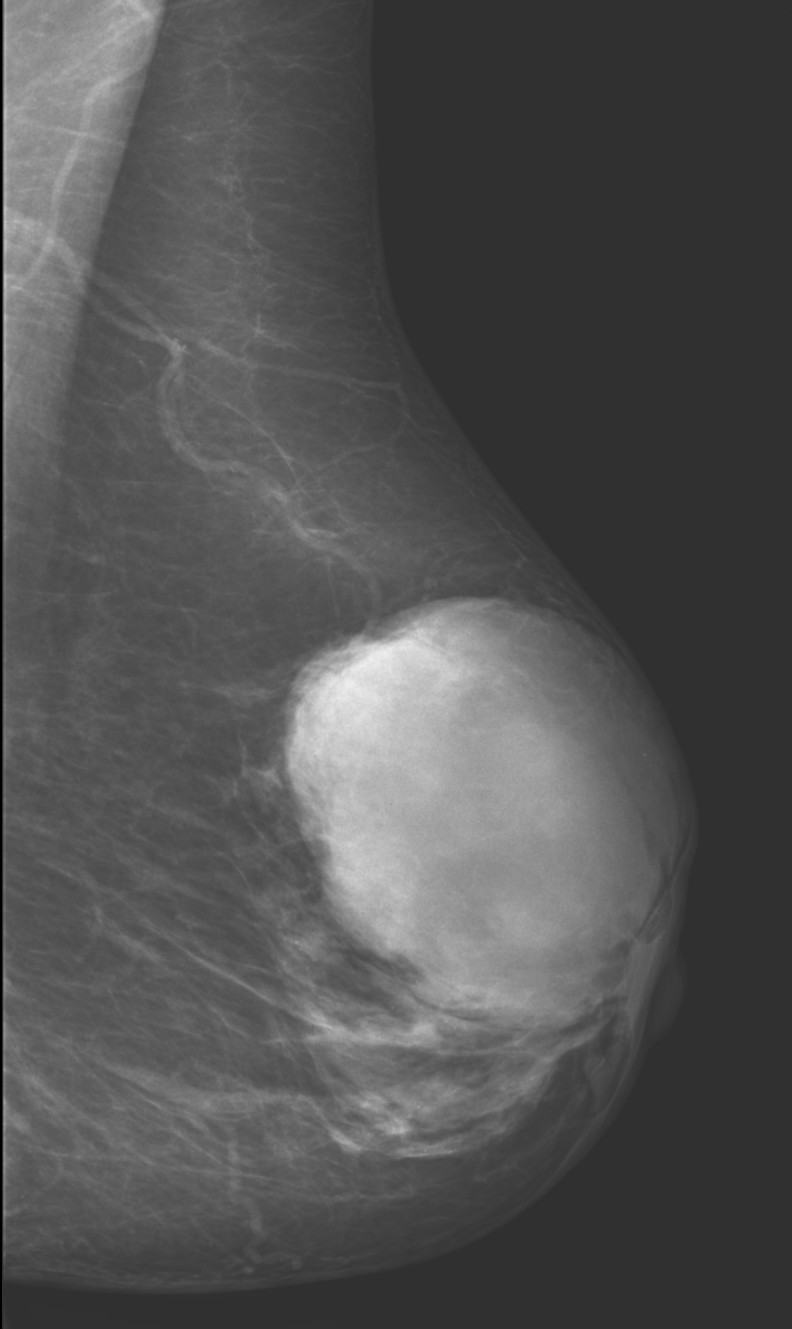
ورم ورقي الشكل في التصوير الشعاعي للثدي

### التصنيف

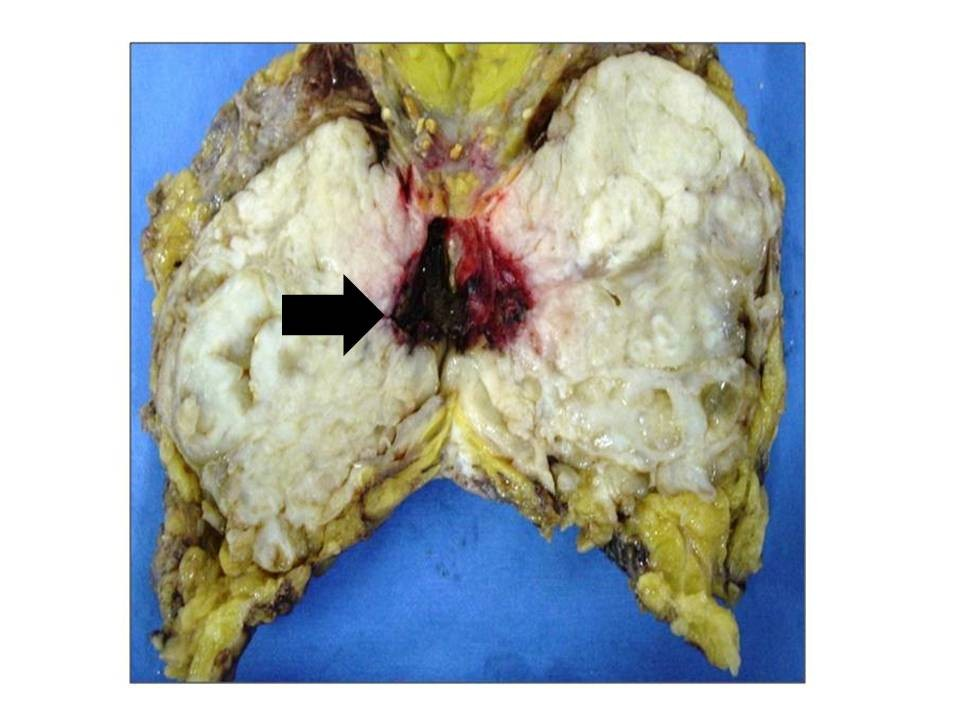
النتائج التشريحية المرضية لورم الأورام الورقية.

الورم ورقي الشكل هو ورم ليفي ظهاري يتكون من مكون جلدي ظهاري وخلوي. يمكن اعتبارها حميدة، حدودية، أو خبيث اعتمادًا على السمات النسيجية بما في ذلك الخلوية اللحمية، والتسلل على حافة الورم، والنشاط الانقسامي. تعتبر جميع أشكال الأورام الورقية الشكلية ذات احتمالية خبيثة. أبلغت سلسلة كبيرة من مركز إم دي أندرسون للسرطان عن حدوث كل منها على أنها حميدة (58٪)، حدودية (12٪)، وخبيثة (30٪). تتصرف الأورام الورقية الخبيثة مثل الأورام اللحمية ويمكن أن تتطور إلى نقائل منقولة بالدم. ما يقرب من 10 ٪ من المرضى الذين يعانون من الأورام الورقية الشكلية يصابون بنقائل بعيدة ويمكن أن تصل إلى 20 ٪ في المرضى الذين يعانون من أورام خبيثة نسيجيا.المواقع الأكثر شيوعًا للنقائل البعيدة هي أحشاء الرئة والعظام والبطن. كما تم وصف المواقع النادرة للورم الخبيث ، مثل المنطقة النكفية.صنفت على أنها ورم ليفي ظهاري بواسطة ICD-O، ولكن ليس بواسطة MeSH. النساء الأصغر سنًا لديهن فرصة أكبر للإصابة بورم ورقي حميد.
|                                | حميدة     | حدية   | خبيثة |
| ------------------------------ | --------- | ------ | ----- |
| الهوامش                        | دفع       |        | تسلل  |
| انماط اللحمية                  | طفيفة     | معتدلة | شديدة |
| انقسام/10 (مجال الطاقة العالي) | <5        | 5 ل 9  | ≥10   |
| فرط نمو اللحمية                | غير موجود | موجود  | موجود |

## العلاج
العلاج الشائع للاورام ورقية الشكل هو الاستئصال الموضعي الواسع. بخلاف الجراحة لا يوجد علاج للاورام ورقية الشكل؛ لأن العلاج الكيميائي والعلاج الإشعاعي غير فعالين. يرتبط خطر حدوث تكرار موضعي أو نقائل بالدرجة النسيجية، وفقًا للسمات المذكورة أعلاه. على الرغم من الاستئصال الواسع، إلا أن نسبة عالية جدًا من العمليات الجراحية أسفرت عن هوامش استئصال غير مكتملة تتطلب جراحة المراجعة. العلاج الإشعاعي بعد جراحة المحافظة على الثدي مع عوامل سلبية قد يقلل بشكل كبير من معدل الانتكاس الموضعي للأورام الحدية والخبيثة. اشتق مؤلفو دراسة عام 2012 آلة حاسبة لمخاطر الانتكاس لأورام الأورام الورقية بعد الجراحة.

## نطاق الأورام ورقية الشكل
تعتبر الاورام ورقية الشكل من مجموعة من الأمراض التي تتكون من الورم الغدي الليفي، الورم الغدي الليفي البديل والأورام الورقية الحميدة. قد يوسع البعض الطيف ليشمل الأورام الورقية الخبيثة والساركوما الصريحة.